# Only Love Remains
«Only Love Remains» es una canción compuesta por el músico británico Paul McCartney y publicada en el álbum de estudio de 1986 Press to Play. La canción fue publicada como cuarto sencillo promocional del álbum y alcanzó el puesto 34 en la lista británica UK Singles Chart.
El sencillo fue publicado en varios formatos: una versión en vinilo de 7" y un maxi-sencillo de 12", con una versión de «Tough On A Tightrope» de 7 minutos de duración remezclada por Julian Mendelsohn. 
«Only Love Remains» fue acompañado de un videoclip rodado el 19 de noviembre en Pinewood Studios y protagonizado por Gordon Jackson y Pauline Yates.

## Lista de canciones
| Vinilo de 7" 1. «Only Love Remains» 2. «Tough on a Tightrope» | Vinilo de 12" 1. «Only Love Remains» 2. «Only Love Remains» (remix) 3. «Tough on a Tightrope» (remix by Julian Mendolssohn) 4. «Talk More Talk» (remix by McCartney and Jon Jacobs) |